# Шувалов, Андрей Петрович (1865)
Граф Андре́й Петро́вич Шува́лов (1865—1928) — генерал-майор Свиты, участник Русско-японской войны, командир 5-го гусарского Александрийского полка.

## Биография
Единственный сын генерала от кавалерии графа Петра Андреевича Шувалова от брака с графиней Еленой Ивановной Орловой-Денисовой, урождённой Чертковой (1830—1891). После смерти отца стал старшим в роду Шуваловых.
Образование получил в Катковском лицее, курс которого окончил в 1886 году. В следующем году выдержал офицерский экзамен при 2-м военном Константиновском училище и был произведён корнетом в лейб-гвардии Конный полк.
Чины: поручик (1891), штабс-ротмистр (1895), ротмистр (1899), полковник (1903), генерал-майор (1912).
Был полковым адъютантом, командовал эскадроном лейб-гвардии Конного полка. В 1897 году был назначен флигель-адъютантом. В 1899 году состоял в распоряжении военного министра. 9 января 1899 года назначен командиром 2-го Дагестанского полка, а 27 ноября 1904 года — командиром Терско-Кубанского конного полка. Участвовал в Русско-японской войне и за боевые отличия был пожалован Золотым оружием «за храбрость». 29 июня 1906 года отчислен от должности командира Терско-Кубанского конного полка, с зачислением по армейской кавалерии.
26 ноября 1906 года назначен командиром 5-го гусарского Александрийского полка, 22 ноября 1910 года отчислен от должности с зачислением по армейской кавалерии. 25 марта 1912 года произведён в генерал-майоры «за отличие», с зачислением в Свиту. 
С началом Первой мировой войны был направлен в распоряжение командующего 1-й армией. 10 декабря 1915 года назначен инспектором лечебных заведений Петрограда, а 31 июля 1917 года — в резерв чинов при штабе Петроградского военного округа.
В Гражданскую войну участвовал в Белом движении в составе Вооружённых сил Юга России. Эвакуировался из Новороссийска.
В эмиграции в Швейцарии. Умер в 1928 году в Монте-Карло. Похоронен на кладбище Кокад в Ницце. Был женат на Вере Густавовне Линдквист.

## Награды
- Высочайшая благодарность (1899);
- Орден Святого Станислава 3-й ст. (1900);
- Орден Святого Станислава 2-й ст. (1903);
- Орден Святой Анны 2-й ст. с мечами (1904);
- Орден Святого Владимира 3-й ст. с мечами (1905);
- мечи к ордену Св. Станислава 2-й ст. (ВП 11.06.1906);
- Золотое оружие «За храбрость» (ВП 18.06.1906);
- Орден Святого Владимира 4-й ст. с мечами и бантом (ВП 03.11.1906);
- Орден Святого Станислава 1-й ст. с мечами (ВП 25.01.1915).

Иностранные:
- французский Орден Почётного легиона, кавалер (1895);
- бухарский Орден Золотой звезды 3-й ст. (1896);
- китайский Орден Двойного Дракона 2-й ст. 3-го кл. (1898);
- прусский Орден Короны 4-й ст. (1889);
- румынский Орден Звезды Румынии 4-й ст. (1899);
- черногорский Орден Князя Даниила I 4-й ст. (1889);
- итальянский Орден Короны, командор (1902);
- мекленбург-шверинский орден Вендской короны, кавалер (1902);
- персидский Орден Льва и Солнца 2-й ст. с бриллиантами (1902);
- мекленбург-шверинский Орден Вендской Короны, командор (1903);
- прусский Орден Короны 2-й ст. (1903);
- австрийский орден Франца Иосифа, командор (1903);
- османский Орден Меджидие 3-й ст. (1903).